# NGC 956
NGC 956 (другое обозначение — OCL 377) — звёзды в созвездии Андромеда.
Открыто Джоном Гершелем в 1831 году первоначально как рассеянное скопление звёзд. Описание Дрейера: «довольно богатое скопление звёзд от 9-й до 15-й величины».
Этот объект вошёл в число перечисленных в оригинальной редакции «Нового общего каталога».
В результате анализа 2008 года было определено, что этот «объект» был просто случайным расположением звёзд, не связанных друг с другом гравитацией. Звёзды находятся на разном расстоянии, но из-за нахождения вдоль луча зрения, кажутся рассеянным скоплением.